# Exactitud i precisió

L'exactitud indica la proximitat dels resultats del mesurament respecte al valor real o veritable, mentre que la precisió ho fa respecte la repetibilitat o reproductibilitat del mesurament

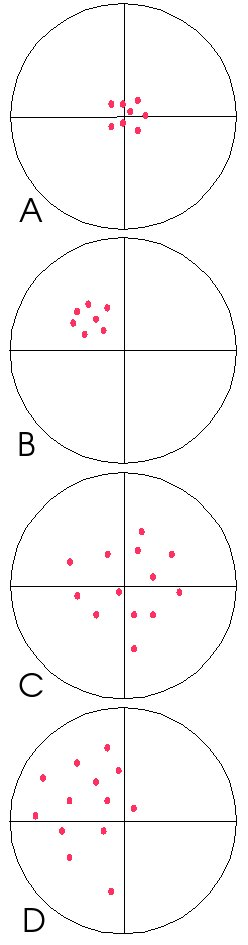
Exemple d'exactitud i precisió. Com a exemple de precisió i exactitud hi ha els trets a una diana, la precisió i l'exactitud en els trets, tenen a veure amb la proximitat dels trets entre ells: precisió, i amb la concentració dels trets al voltant del centre de la diana: exactitud,
A la figura A, hi ha un alt grau de precisió donat que tots els trets es concentren en un espai petit, i un alt grau d'exactitud donat que els trets es concentren sobre el centre de la diana.
A la figura B, el grau de precisió és similar al de la figura A, els trets estan igual de concentrats, l'exactitud és menor, donat que els trets s'han desviat cap l'esquerra i cap a dalt, separant-se del centre de la diana.
A la figura C, la precisió és baixa per la dispersió que presenten els trets, però l'exactitud és alta perqué els trets es reparteixen sobre el centre de la diana.
A la figura D, la distribució dels trets per una zona àmplia denota la manca de precisió, i la desviació cap l'esquerra del centre de la diana mostra la manca d'exactitud.
Com pot apreciar-se, aquestes propietats són independents i l'alta o baixa precisió no implica ni alta ni baixa exactitud. Per exemple, si un experiment conté un error sistemàtic, augmentar la grandària de la mostra generalment augmentarà la precisió, però no en millorarà l'exactitud. El resultat seria una cadena consistent però imprecisa dels resultats de l'experiment defectuós. Eliminar l'error sistemàtic millora l'exactitud, però no en canvia la precisió.
una operació, una informació o un mesurament és de tanta millor qualitat com més gran és la seva precisió i exactitud.

Exactitud i precisió en els camps de la ciència i l'enginyeria són dos termes que no es corresponen del tot amb la definició que donen els diccionaris generals o normatius. Per exemple el Diccionari de l'Institut d'Estudis Catalans defineix l'exactitud com la qualitat d'exacte, i exacte com a "Capaç de donar mesuraments molt pròxims o iguals al valor real d'allò que és mesurat" i posa com a exemple "Una balança exacta"
En el cas de precisió també indica que és la qualitat de precís, determinació exacta, estricta. I el terme precís el defineix com a "Exactament o estrictament determinat o definit, no equívoc o vague".
En canvi, en els camps de la ciència, l'enginyeria, la indústria i les estadístiques, exactitud i precisió no són equivalents. L'exactitud (en anglès accuracy) d'un sistema de mesura és el grau d'acostament dels mesuraments d'una quantitat al valor real (veritable). La precisió (en anglès precision) d'un sistema de mesura, també anomenat reproductibilitat (reproducibility) o repetibilitat (repeatability), és el grau en el qual mesuraments repetits sota condicions sense canvis mostren els mateixos resultats. Encara que les dues paraules reproductibilitat i repetibilitat poden ser sinònims en el llenguatge col·loquial, el seu ús està deliberadament contrastat en el context del mètode científic.

## Exactitud
L'exactitud es refereix a com de prop del valor real es troba el valor mesurat. En termes estadístics, l'exactitud està relacionada amb el biaix estadístic d'una estimació. Com menor sigui el biaix, més exacta és una estimació. Per a expressar l'exactitud, s'utilitza l'error.
L'exactitud es mesura en termes de l'error absolut (E) o bé de l'error relatiu (ER). L'error absolut és degut a la diferència entre el valor mesurat i el valor real. El signe de l'error absolut indica si el valor mesurat està per sobre o per sota del valor real. Si el signe és negatiu, significa que el valor mesurat està per sota del valor real. Si, en canvi, el signe és positiu, significa que el valor mesurat està per sobre del valor real.
L'error absolut s'expressa amb la següent equació: (x=valor mesurat; xt=valor real)
{\displaystyle E=x-x_{t}}
L'error relatiu s'expressa en percentatge i es calcula amb la següent equació: (x=valor mesurat; xt=valor real).
{\displaystyle E_{R}={x-x_{t} \over x_{t}}\cdot 100}

## Precisió
Fa referència a la dispersió del conjunt de valors obtinguts de mesuraments repetits d'una magnitud. Com menor és la dispersió major és la precisió. Una mesura comuna de la variabilitat és la desviació estàndard dels mesuraments i la precisió es pot estimar com una funció seva. Indica la proximitat que existeix entre el valor mesurat i el valor real.
La precisió descriu quan reproduïbles són els mesuraments d'una anàlisi; en altres paraules, descriu quant es repeteix el resultat de dos o més mesuraments quan aquests mesuraments han estat duts a terme exactament de la mateixa manera. En general, per a calcular de manera senzilla la precisió d'un mesurament s'ha de repetir aquest mesurament en un conjunt de mostres rèplica.
Hi ha tres termes àmpliament utilitzats per a descriure la precisió de les dades en un conjunt de rèpliques: la desviació estàndard, la variància i el coeficient de variació, les quals mesures quant s'allunya un resultat individual xi de la mitjana.
{\displaystyle s={\sqrt {\sum \limits _{i=1}^{N}(x_{i}-{\bar {x}})^{2} \over N-1}}}
La desviació estàndard és simplement la "mitjana" o variació esperada pel que fa a la mitjana aritmètica. La variància és igual a la desviació estàndard al quadrat, la diferència és que la desviació estàndard dona el resultat en les mateixes unitats que la mostra analitzada mentre que la variància dona aquestes mateixes unitats al quadrat, l'avantatge de la variància, no obstant això, és que les variàncies són additives en diverses situacions.
La desviació estàndard relativa multiplicada per 100% és anomenada coeficient de variació (cv).

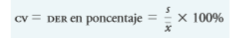
Coeficient de variació

Les desviacions estàndard relatives proporcionen sovint una idea més clara de la qualitat de les dades que les desviacions estàndard absolutes. Per exemple, suposant que una determinació de coure té una desviació de 2 mg. Si la mostra té un valor mitjà de 50 mg de coure, el cv per a aquesta mostra és 4% (2/50*100). Per a una mostra que conté solament 10 mg, el cv serà del 20%.

## Diferència entre exactitud i precisió
Una balança pot ser molt precisa (mesura un objecte i dona sempre el mateix resultat) i alhora no ser exacta (pesa sempre 1 kg de més) perquè no s'aproxima al valor real.
A continuació es pot veure de manera visual la diferència entre exactitud i precisió:

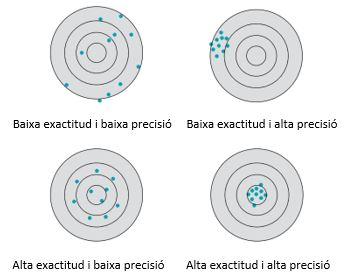
Representació gràfica de l'exactitud i la precisió.

Quan s'expressa l'exactitud d'un resultat es fa mitjançant l'error absolut que és la diferència entre el valor experimental i el valor veritable. En la classificació binària, aquesta terminologia també s'aplica als mesuraments indirectes, és a dir, els valors obtinguts per un procediment de càlcul a partir de dades observades.
A més de l'exactitud i la precisió, els mesuraments també poden tenir una resolució del mesurament, que és el canvi més petit en la quantitat física subjacent que produeix una resposta en el mesurament.
L'exactitud també és la mínima variació de magnitud que pot apreciar un instrument. L'ideal és un dispositiu de mesura que sigui exacte i precís, sempre a prop dels mesuraments i estretament agrupades entorn del valor conegut. L'exactitud i la precisió d'un procés de mesura s'estableix habitualment mitjançant la mesura repetida d'estàndards de referència. Aquestes normes es defineixen en el sistema internacional d'unitats.
A més, el teorema del límit central mostra que la distribució de probabilitat dels mesuraments dels quals s'ha fet la mitjana serà més a prop d'una distribució normal que en el cas dels mesuraments individuals.
Una convenció comuna en ciència i enginyeria és expressar l'exactitud o la precisió implícitament mitjançant xifres significatives. Aquí, quan no s'indiqui explícitament, el marge d'error s'entén que és la meitat del valor de l'últim lloc significatiu. Per exemple, un enregistrament de 843,6 m, o 843,0 m, 800,0 m implicaria un marge de 0,05 m (l'última posició significativa és el lloc dels decimals), mentre que un enregistrament de 8.436 m implicaria un marge d'error de 0,5 m (els últims dígits significatius són les unitats).
Una lectura de 8.000 m (vuit mil metres), amb zeros i sense punt decimal, és ambigua, els zeros poden o no poden ser pensats com a xifres significatives. Per a evitar aquesta ambigüitat, el nombre pot ser representat en notació científica: 8,0 × 103 m indica que el primer zero és significatiu (per tant, un marge de 50 m), mentre que 8,000 × 103 m indica que els tres zeros són significatius, donant un marge de 0,5 m. De la mateixa manera, és possible usar un múltiple de la unitat bàsica de mesura: 8,0 km és equivalent a 8,0 × 103 m. De fet, indica un marge de 0,05 km (50 m). Tanmateix, refiar-se d'aquesta convenció pot portar a errors per una falsa precisió quan s'accepten dades de fonts que no l'obeeixen.